# Aldo Patocchi
Aldo Patocchi (* 22. Juli 1907 in Basel; † 4. September 1986 in Lugano) war ein Schweizer Grafiker und Holzschnittkünstler. Er gilt als einer der führenden Schweizer Holzschneider und bedeutenden Vertreter der Tessiner Grafik des 20. Jahrhunderts.

## Leben und Werk
Aldo Patocchi war der Sohn des Postbeamten Luigi und der aus dem Thurgau stammenden Elisa, geborene Keller. Er wuchs mit seinen drei Brüdern in Basel, Airolo und Lugano auf. Dort besuchte Patocchi das Progymnasium, wo sein zeichnerisches Talent von Giuseppe Zoppi gefördert wurde. Als Autodidakt begann Patocchi literarische Texte zu illustrieren, und 1925 empfahl Zoppi ihn als Illustrator für die literarische Zeitschrift L’Eroica von Ettore Cozzani.
Die Sommerferien verbrachte Patocchi mit seinen Brüdern bei ihrem Grossvater Johannes Keller in Frauenfeld. Bei einem seiner letzten Ferienaufenthalte durfte Patocchi 1937 den Gründer der «Thurgauischen Museums-Gesellschaft» und ehemaligen Rektor der Kantonsschule Frauenfeld Gustav Büeler (1851–1940) porträtieren.
Einer der ersten Förderer von Patocchi war der Kunstkritiker Johannes Widmer (1876–1934). 1928 erschien Patocchis erster Zyklus von zwanzig Holzschnitten von «Fremiti di selve», der ihm ein Eidgenössisches Kunststipendium einbrachte. Die Herstellung seiner Holzschnitte erfolgte mit dem Hohlschnitt auf dem sehr harten «Kopfholz» aus Buchsbaum.
Zwischen 1925 und 1931 gewann Patocchi vier Bundesstipendien. 1932 erhielt er die Goldmedaille auf der Triennale für dekorative Kunst in Monza, die erste der zahlreichen Auszeichnungen, die er auf nationalen und internationalen Ausstellungen erhielt. Patocchi konnte 1936 seine Werke an der Biennale di Venezia zeigen. 1940 übersetzte er Rekrut Senzapace. geschrieben von Orlando Spreng, Zürich, Büchergilde Gutenberg
Von 1934 bis 1978 war Patocchi Redaktor der Illustrazione ticinese und Stiftungsrat der Pro Helvetia, Vizepräsident der Tessiner Sektion der GSMBA, später deren Ehrenmitglied. Als Mitbegründer und Präsident der XYLON präsentierte er bei vielen nationalen und internationalen Ausstellungen die Jury und gründete 1950 die internationale Schwarzweiss-Ausstellung «Bianco e Nero» in Lugano, die er bis 1972 massgebend förderte. Patocchi war auch in der Einkaufskommission für die Grafiksammlung des Polytechnikums Zürich.
Patocchi stellte seine Werke u. a. im Kunstmuseum St. Gallen, Kunstmuseum Bern, Kunstmuseum Luzern, Kunsthaus Aargau und im Kunsthaus Zürich aus.